# VI. Sándor pápa
VI. Sándor, eredeti nevén valenciai katalán nyelven: Roderic de Borja, amely olaszosan: Rodrigo Borgia formában vált közismertté, születési neve: Roderic Llançol i de Borja, spanyolul: Rodrigo de Borja, latinul: Rodericus de Borgia, (Xàtiva, 1431. január 1. – Róma, 1503. augusztus 18.) a 214. pápa 1492-től haláláig (1503). Az egyik legvitatottabb reneszánsz pápának számít. Széles körben elítélték, amiért figyelmen kívül hagyta a cölibátus klérusi fogadalmát és politikai céljait a spirituális vezetés fölé helyezte. Kortársait azzal sokkolta, hogy nyíltan elismerte törvénytelen (házasságon kívül született) gyermekeit. Szimóniát gyakorolt, vagyis egyházi hivatalokat adott el és hírhedt volt a nepotizmusáról.
Kiváló politikus és szónok volt, de mindehhez társult a nagyravágyó és ravasz jelleme. Uralkodásra és dicsőségre vágyó ember volt, aki céljainak elérése érdekében nem riadt vissza semmilyen módszertől. A pápai államot Itália és a családja legbefolyásosabb fejedelemségévé akarta tenni, és ez politikájának legközpontibb eleme volt. Olyan fontos pápai bullák is köthetők hozzá, mint például a tordesillasi szerződés, mellyel tulajdonképpen felosztotta a még ismeretlen világot a spanyol és a portugál király között, ennek pedig máig ható, óriási jelentősége van.
A korábbi egyházfőkkel ellentétben Sándornak a különböző krónikák egyértelmű jelzőket adtak. Még a pápa halála után is sokáig zengett az egyház történetíróitól a komor jellemzés: Sándor egyértelműen a pápaság legsötétebb alakja. A róla kialakult rendkívül negatív kép ugyanakkor II. Gyula pápának is köszönhető, aki a Sándort követő III. Piusz pápa utóda volt, és már akkor halálos ellenségek voltak, amikor Sándor még nem emeltetett a szentszékbe. Ugyanakkor Európa-szerte hírhedt volt és Rómában pedig különösen népszerűtlen. Ennek fő oka az volt, hogy az emberek őszintén féltek tőle. Megfenyegette azokat, akik keresztbe tettek neki, és gyanús halálesetek kerültek kapcsolatba vele. Még néhány bíboros sem érezte magát biztonságban Rómában és önkéntes száműzetésbe ment. Javára azt kell mondani, hogy erkölcse semmivel sem volt rosszabb, mint a kortársaié. Erkölcsi bűnei követték elődei tetteit is. Sötét hírnevét annak is köszönheti, hogy lényegében családi hercegséggé akarta kiszervezni az egyházi államot, illetve ebben is kicsúszott a kezéből a kezdeményezés, utolsó éveiben már ő is csak a fia, Cesare Borgia bábja volt.

## Élete a szent trónusig
1431. január 1-jén született Roderic Llançol i de Borja néven, avagy spanyolosan Rodrigo de Borja. A mai Spanyolország területén, az aragón koronához tartozó Valenciai Királyság Xàtiva városában született, Jofré Gil Llançol i Escrivà és Isabel de Borja gyermekeként. A valenciai nemesi család nem büszkélkedhetett hatalmas vagyonnal vagy kiterjedt birtokokkal, azonban amikor Isabel testvére, Alfonso Borja bíborosként a pápai udvarhoz került, a család a tenger túlsó oldalán virágzásnak indult. Az olaszosított Borgia néven Itáliában megtelepedő Alfonso 1455-ben III. Kallixtusz pápa néven elfoglalhatta az egyház legfőbb hivatalát. A Borgiák ettől kezdve Itália leghatalmasabb családjai közé tartoztak. Az ifjú Rodrigo ekkor hagyta el atyai nevét, és felvette anyja révén a Borgia nevet, majd Itáliába utazott, hogy részesüljön nagybátyja kegyéből. Rodrigo eredetileg nem akart az egyház szolgálatába állni, de Kallixtusz rangja miatt ez kényelmes életet biztosított számára. A pápa fogadta őt udvarában, és miután vagyonnal és ranggal is ellátta unokaöccsét, beíratta a bolognai egyetemre. Rodrigo itt vált igazán reneszánsz emberré.

### Bíborosi méltóságban
Miután Rodrigo egy évet tanult az egyetemen, Kallixtusz a pápai udvarba hívta, és 1456-ban a San Nicolò in Carcere-templom bíborosává nevezte ki. Ekkor mindössze huszonöt éves volt, és a magas egyházi méltóság ellenére még nem kapta meg a papi felszentelést. Ebben nincs semmi furcsa, hisz ő az egyház korábbi, több száz éves hagyományainak megfelelően cardinalis nepos („unokaöcs-bíboros”) volt. Egy évvel később nagybátyja jóvoltából a Pápai Kancelláriához került, és ott megkapta az alkancellári méltóságot. Több éven keresztül vezette a kúria pénzügyeit, és ennek köszönhetően hihetetlen gazdagságra tett szert. Mindemellett még későbbi bírálói is elismerték, hogy a pápai kincstárat kiváló tehetséggel irányította. A pápák pénzügyeit mindig sikeresen kezelte, és többször is bevételhez juttatta a kúriát. Ennek köszönhette, hogy nagybátyja halála után is megtarthatta posztját a kancellárián. Növekvő vagyona és elismert munkája miatt a bíborosi kollégium egyik legbefolyásosabb és általános tiszteletnek örvendő tagja lett. 1468-ban kapta meg az egyházi felszentelést, és 1471-ben IV. Szixtusz Albano püspök-bíborosává szentelte fel. 1476-ban Porto kardinálisa és a Szent Kollégium dékánja lett. Ezeken felül Borgia bíborosnak számtalan egyházi méltóság és rang is biztosította óriási vagyonát. Többek között Hunyadi Mátyás, magyar király neki adományozta a péterváradi apát címét.

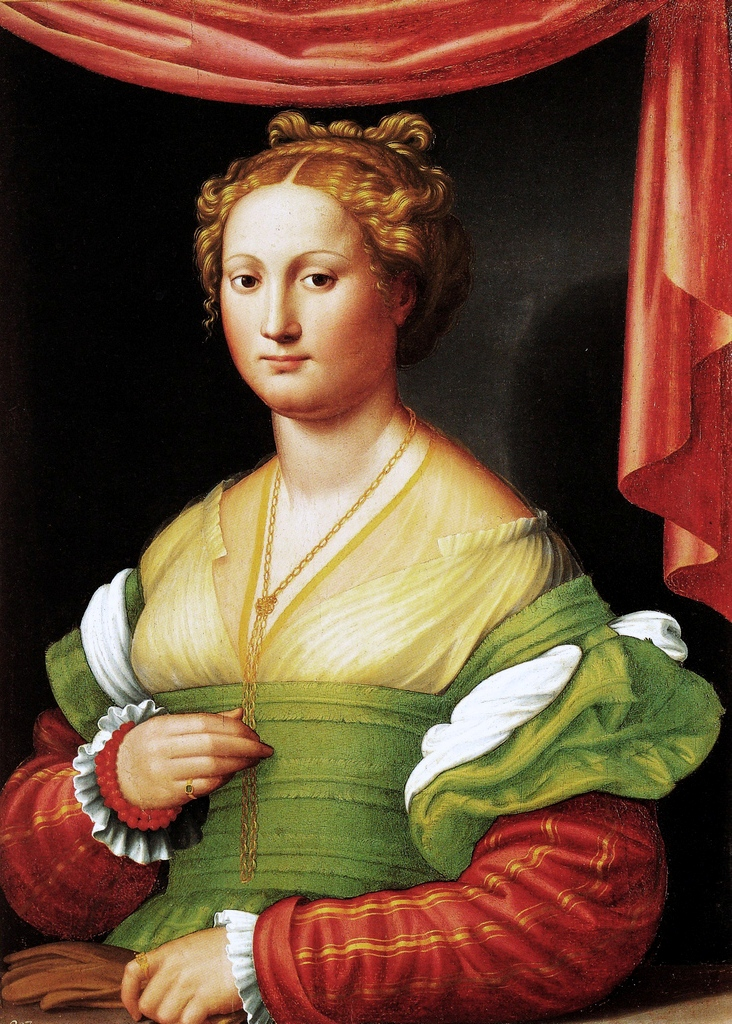
Vanozza dei Cattani képmása

A püspöki, apáti és bíborosi méltóság valamint az alkancellári hivatal Rodrigo bíborosi palotáját Róma legfényűzőbb rezidenciájává varázsolta. A kardinális nem igyekezett elpalástolni, hogy igazi reneszánsz emberként rajong a művészetekért, és az érzéki örömökért is. Az ellenségei által ihletett korabeli leírások szerint Rodrigo igazi szépfiú hírében állt, szinte mindenkit megkaphatott környezetében, és pusztán a bíborosi cím miatt nem akart lemondani szerelmi ügyeiről. A tivornyák rendszeresek voltak Rodrigo fényes palotájában.[forrás?] A bíboros szenvedélyes kártyajátékos volt és szeretett jókat enni és inni.[forrás?] Életmódja felszentelése után sem változott meg, sőt mi több, pápaként sem tudta nélkülözni a női bájakat és az erkölcsi fertőnek tűnő bálokat. Még mielőtt pappá szentelték volna, négy gyermeke született Vanozza dei Cattani nevű nemes hölgytől. Juan avagy Giovanni volt a legidősebb, 1474-ben látta meg a napvilágot. 1475-ben született meg Cesare nevű fia, majd 1480-ban Lucrezia nevű lánya. 1482-ben született meg legkisebb fia, Jofre (Gioffre) vagy olaszosan Goffredo. Mind a négy gyermeket büszkén vállalta a bíboros, és későbbi életében is mindent elkövetett, hogy atyai szeretetét kimutassa. Rodrigo valóban szenvedélyes apa képében tűnik fel a krónikák nyomán. További két gyermeke született ismeretlen anyától: Don Pedro Luis és Girolama.

### Intrikák konklávéja
Amikor VIII. Ince pápa halálhíre 1492. július 25-én bejárta a világot, Rómában a bíborosi kollégiumban már az utódlás körüli szövetségeket igyekeztek biztosítani. A Sixtus-kápolnába összehívott konklávé ceremóniamestere Johann Burchard volt, aki immár több egyházfőt is kiszolgált, és Ince halála után immár a sokadik konklávéját bonyolította le. Miután a választás lezajlott, Burchard úgy nyilatkozott, hogy itt volt a legdrágább a bíborosok szavazata. Ez, és emellett sok más hitelesen alá nem támasztott forrás is utal arra, hogy a zárt ajtók mögött folyó egyezkedés nem feltétlen alkalmassági alapokon zajlott. A konklávé összeülésekor mindenki előtt nyilvánvaló volt, hogy három bíborosnak van esélye megnyerni a választást. Ezek egyike volt Rodrigo Borgia is, míg Ascanio Sforza és főként Giuliano della Rovere Rodrigo ellentáborát gyarapították. A hatalmas vagyont felhalmozó Rodrigo már a konklávé összeülte előtt hatalmas vesztegetésekbe fogott, és így sikerült elérnie, hogy a huszonhárom fős kollégiumban mindössze nyolcan nem adták rá a voksukat. De miután a kánoni jog kimondta, hogy a választás csak akkor érvényes, ha a jelenlévő bíborosok kétharmada egy személyre voksol, ez éppen elegendő volt Rodrigo terveinek aláásásához.
Ettől kezdve a krónikák nagyrészt csak találgatnak a végső siker pontos forgatókönyvéről. Az mindenképpen szemet szúrt, hogy Ascanio Sforza a Borgiák mellé állt. Egy korabeli történész, Infessura azt írja, hogy Rodrigo négy öszvérnyi ezüstöt ajánlott fel Sforza bíborosnak a szavazatáért cserébe. Ez az elmélet mára megdőlt, ugyanis egyre valószínűbbnek látszik, hogy Ascanio nem ezüstöt kért Rodrigotól, hanem hatalmat. A Borgia pedig elfogadta az ajánlatot, így Ascanio a pápai udvar legfőbb tanácsosa lett, és minden bizonnyal jövedelmezőbb üzletet kötött így, mint amit az ezüsttel megrakott négy öszvér jelenthetett. A többi tizenöt bíboros sem valószínű, hogy önként szavazott a Borgiára. Sokan úgy vélik, hogy Rodrigo nem ijedt meg a fenyegetésektől, zsarolástól, és minden célirányos, de erkölcstelen meggyőzési formától.
Persze a másik oldal sem bizonyult sokkal szentebbnek. A Della Rovere-család köré csoportosult nagy pápaadó családok is megtettek minden tőlük telhetőt a Borgiák hatalmának visszaszorításáért. A Della Roverék mellett a Medici, a Cibò, a Piccolomini, a Caraffa és a Costa család is felsorakozott. Fontos tudni, hogy a pápaválasztás hosszú évtizedek után ismét a világi hatalmak látószögébe került. A Franciaország és Spanyolország között egyre kiélezettebb hatalmi harc egyértelmű célpontja Itália volt. A konklávén pedig eldőlt, hogy a félsziget legnagyobb hatalmi pozícióját ki kapja meg. Noha a Borgia-család spanyol származású volt, Rodrigo mégis a franciabarát politikát képviselte a kollégiumon belül. Ezért aztán nem meglepő, ha később napvilágra került, hogy VIII. Károly francia király kétszázezer aranydukátot ajánlott fel Della Roverének, amennyiben a Borgia pártjára áll. Ezt Genova további százezerrel toldotta meg.
Minden intrika és pletyka mellett a lényeg végül mégiscsak az, hogy szimóniával ugyan, de 1492. augusztus 11-én Rodrigo Borgiát választották meg az egyház fejének, aki koronázásakor felvette a VI. Sándor uralkodói nevet.

## Sándor birodalomépítő pontifikátusa
Sándor trónra emelkedésének évében már betöltötte hatvanegyedik életévét, de nagyravágyása és az egyházfői hatalom megszerzése új energiával töltötte fel. Amikor a konklávé nyilvánosan kihirdette a bíborosok döntését, az egész város és Itália is helyeselte Sándor megválasztását. Mindenki tudta jól, hogy harmincöt éven keresztül állt a pápai kancellária élén, és éppen ezért egy kiváló vezetőt, megfontolt politikust üdvözöltek a Szentszék élén. 

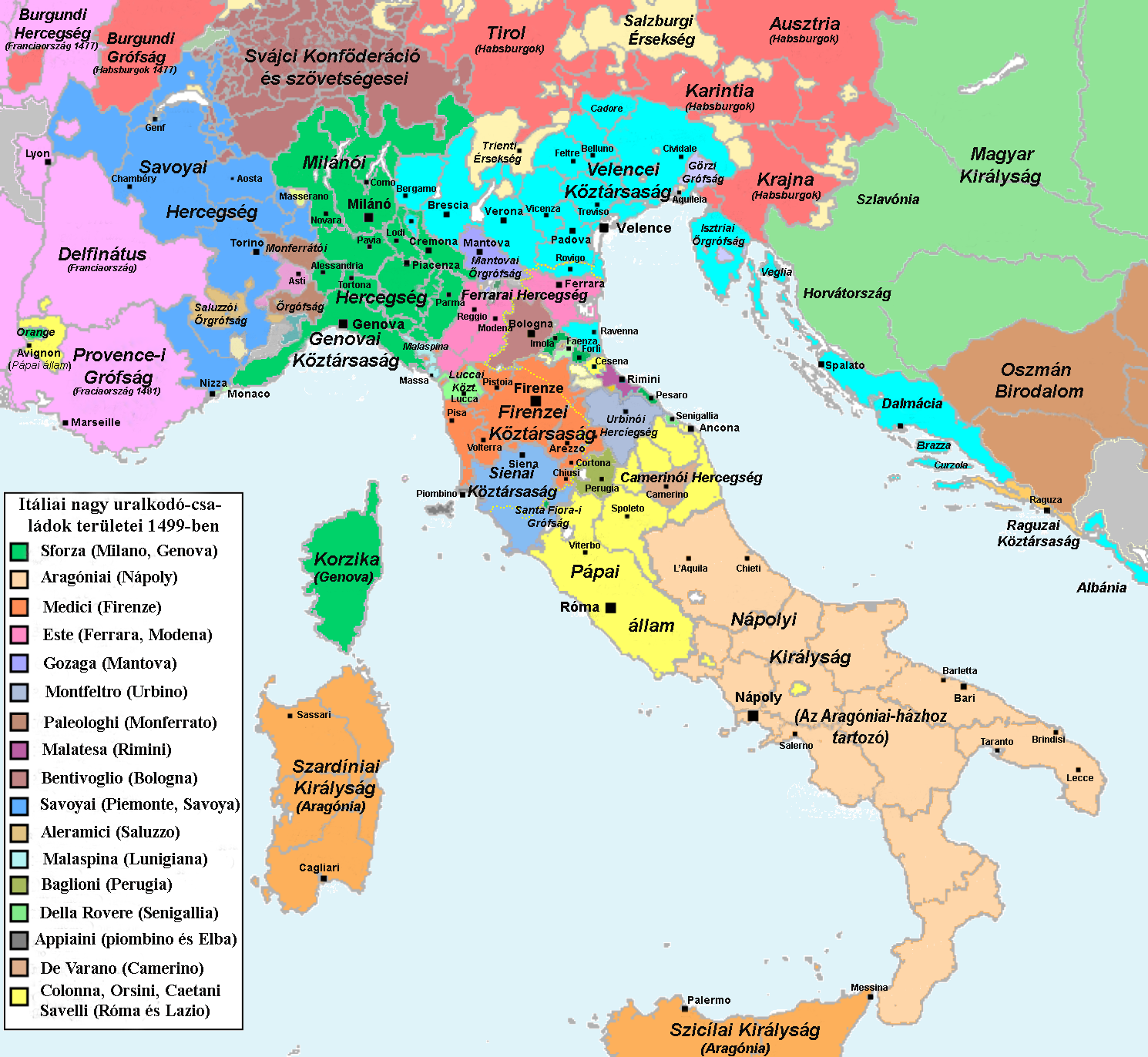
Itália 1499 körül

A rómaiak ráadásul a Borgia-családot rómaiként is tisztelték, így ők sajátjukként üdvözölték az új pápát. Megválasztásának hírére soha nem látott ünneplésbe fogtak az örök város lakói. Örömtüzek, fáklyás felvonulások, virágfüzérek és diadalívek jelezték a város elégedettségét. Az augusztus 26-án lezajló koronázásra is sokan gyűltek a Szent Péter-bazilika elé, és amikor Sándor a Lateránba vonult át, a krónikák szerint soha még egyházfő akkora ovációt nem kapott, mint Sándor.
A trónra lépő egyházfő politikai nagysága már ezekben az első hetekben megmutatkozott. A rómaiak támogatását már pusztán szimpátia nyomán elérte, de értett ahhoz is, hogy ezt még jobban elmélyítse. Sándor első hónapjai valóban eszményi pápa képét mutatták. A várost nyomasztó féktelen bűnözést ő állította meg. Korabeli krónikák szerint alig pár hónap alatt a városban több mint kétszáz gyilkosság történt. A rablók is virágkorukat élték, és VIII. Ince semmit nem tudott ez ellen tenni. Sándor négy részre osztotta fel a várost, amelyek élére magisztrátusokat nevezett ki. Ezek feleltek az adott negyedek közbiztonságáért. Emellett nyomozóirodát is alapított az addigi bűnesetek felderítésére. A vádlottakat pedig szigorú mércével mérette meg. Akiről kiderült, hogy bűnös, azt felakasztották és házát is porig rombolták. Sándor minden hét keddjén fogadta a rómaiakat, hogy színe előtt személyesen számoljanak be az őket ért sérelemről. Ekkor maga a pápa döntött az ügyben. A szigorú kézben tartott rend és a meginduló építkezések Rómát újra Európa legfényesebb központjai közé emelték. A nép áhítattal követte az egyházfőt, és már szállóigévé vált, hogy Sándor valóban Isten akaratának közvetítője.

### A család szentsége

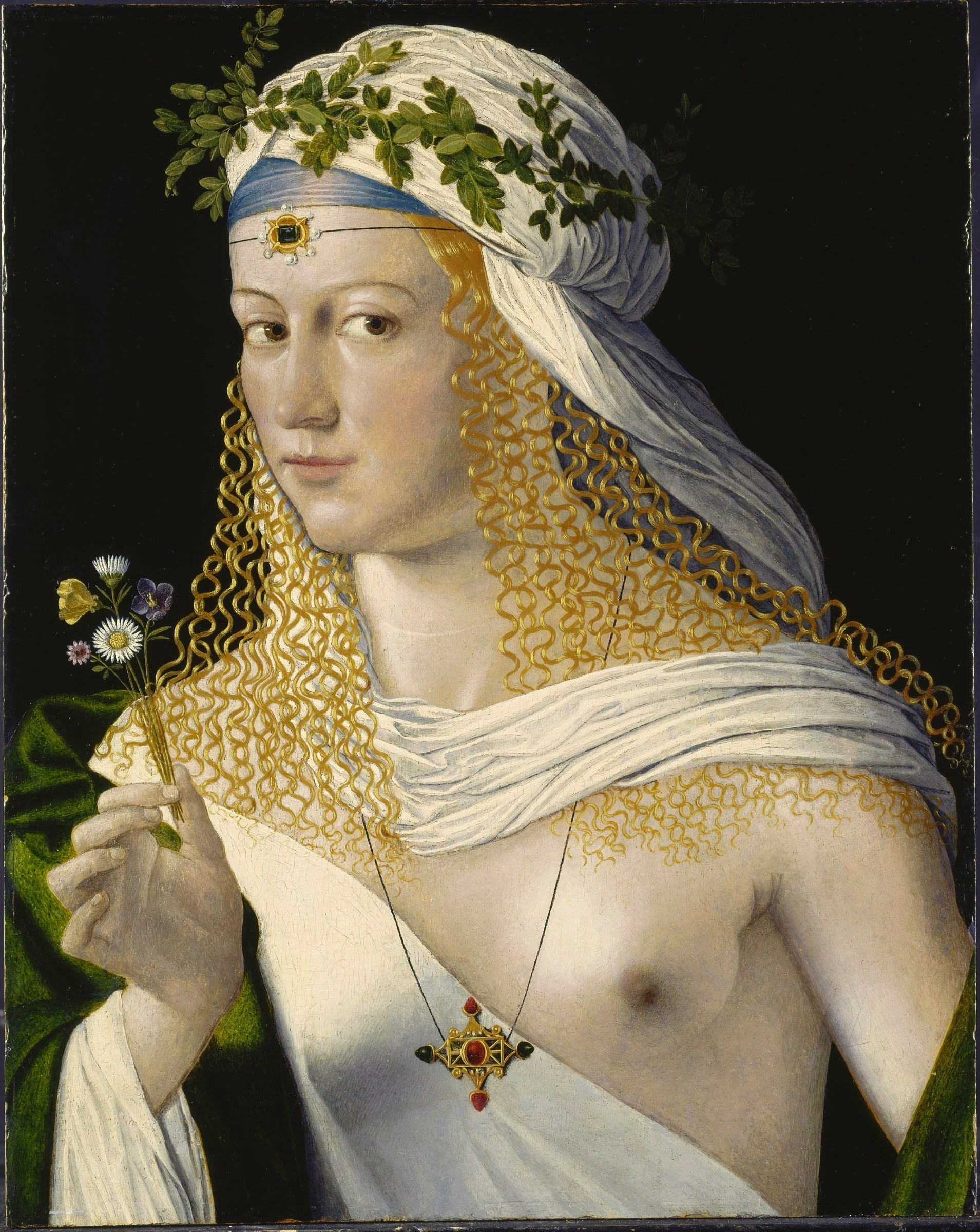
Lucrezia Borgia korábban feltételezett portréja

Érdekes történelmi tény, hogy a Borgia-család kiszélesedése, termékenysége éppen egy pápa alatt érte el csúcspontját. Pedig Sándornak a krónikák alapján legalább nyolc gyermeke született, és efelett több esetben is kétes az egyházfő részvétele. A már említett Vanozza dei Cattani nem az első ágyas volt, aki gyermekeket szült Sándornak, bár kétségtelen, hogy apjuk politikájában ők játszották a legnagyobb szerepet. A pápa politikai tehetségének nagysága valóban abban állt, hogy trónra lépése után azonnal maga mellé állította Rómát, és ezek után – a pápai hatalom megerősítése céljából is – rangot és méltóságot adományozott saját gyermekeinek.
Mindezek ellenére az első hónapokban a Borgiák spanyol befolyására koncentrált. Girolama nevű leányát egy befolyásos spanyol nemeshez adta, míg Pedro Luís nevű fiának a spanyol uralkodótól pénzért megvásárolta a Gandia hercege címet. De Pedro még Borgia szemmel sem tartozott a hosszú életűek közé, így hercegi címét halála után Sándor és Vanozza legidősebb gyermeke, Giovanni örökölte. Ezt a rangot a pápa vérségi szinten is igyekezett megpecsételni, így a spanyol uralkodó egyik unokatestvérét választotta Giovanni feleségének. Emellett a herceg bíborosi kalapot is kapott.
Sándor minden bizonnyal legnagyobb befolyású gyermeke Cesare Borgia volt, akit a pápa hatalmának megerősítésére használt. A tizenhét éves Cesare egyébként már apja alkancellári méltósága alatt is fontos méltóságokat kapott: Ince pápa több spanyol birtokot is neki adományozott, és Pamplona püspöki címét is megkapta. Sándor trónra lépése után az alig tizennyolc éves Cesare lett Valencia érseke, noha az ifjú sohasem vette fel az egyházi rend szentségét. (Ez sem volt abban a korban szokatlan, hisz a bíborosoknak – több száz éves hagyománynak megfelelően – 4 rendje volt: püspök-bíboros, pap-bíboros, diakónus-bíboros és unokaöcs-bíboros). A spanyol méltóságok gyűjtéséhez a pápa legfiatalabb gyermeke, Goffredo is hozzájárult, bár ő akkoriban kapta meg egyházi rangját, amikor Sándor családépítő terveinek középpontjába Itália került. Lucrezia nevű leányát még pápává választása előtt eljegyezte egy velencei nemes, Don Gasparo da Procida, de amikor Sándor trónra lépett, felbontották a jegyességet. Sándor leánya egyébként apja pontifikátusa alatt szinte folyton özvegy vagy menyasszony volt, ez mindig a pápa politikai érdekeitől függött. Sándor uralkodásának kezdetén éppen Pesaro urához, Giovanni Sforzához fűződtek érdekei, ezért 1493-ban a Vatikánban sosem látott pompa mellett vele kötött először házasságot Lucrezia Borgia.
A gyermekeinek megszerzett spanyol területek, a régi Borgia-birtokok mellett Sándor előtt lassan derengeni kezdett egy erős világi állam, amely a Borgiák irányítása alatt egyesíteni tudja egész Itáliát. A pápa úgy vélte, hogy az egyház megerősítéséhez elengedhetetlen az állami hatalom konszolidációja. A szétforgácsolódott Itáliát nézve, ahol az egyes grófságok, hercegségek és más területek urai egymással is gyakran torzsalkodtak, ez egy természetes és logikus elvárás volt. Első lépésben Sándornak szövetségesekre volt szüksége. Ezért adott Giovanni fiának bíborosi kalapot, és Lucrezia ezért ment hozzá Pesaro urához, akinek családja Milánót uralta. Három fiának azonban még jelentős birtokokat kellett szereznie, és ehhez elkerülhetetlen volt, hogy egyes uralkodó családoktól (például, olyanoktól, akik megtagadták a beszedett egyházi adó befizetését a vatikáni kincstárba) elkobozzon bizonyos javakat. Emiatt több konfliktus kialakult, amelyek harcokhoz és háborúkhoz vezettek. A pápa kinyilvánította legfőbb hatalmát a pápai állam felett, és hűbéresi jogait is hangsúlyozta Nápoly felett. Ezért aztán több hatalmas birtokot is elkobzott, és azt fiainak adta. Sándor döntései leginkább a hatalmas Orsini-családot érintették. A család nápolyi birtokai közül kettőt, Cervetrit és Anguillarát is elvette a pápa. Ez pedig hosszas háborúkat indított el, amely rányomta bélyegét Sándor egész pontifikátusára.

### Nápoly két trón célkeresztjében
Az Orsinik bosszút akartak, és nem is volt nehéz megtalálni a megfelelő szövetségeseket. A Giuliano della Rovere által vezetett Della Rovere-család már a pápaválasztáskor köztudottan a Borgiák ellensége volt. A konklávén ráadásul Giuliano bíborost az aragóniai ház által uralt Nápoly támogatta. I. Ferdinánd, nápolyi király tehát azonnal a pápa ellen foglalt állást, és követei hamar szövetséget kötöttek Milánóval, Velencével és Firenzével. Ferdinánd nápolyi király igyekezett megnyerni a szövetségnek Aragóniát is, amelynek élén akkoriban II. Ferdinánd állt.

1502-ben meghatározott határvonal, a VI. Sándor pápa által kiadott Inter caetera divini bulla áldásával létrejött tordesillasi szerződés jelölte ki a spanyol és portugál hódítások határait. A térkép egy ismeretlen portugál térképész műve, amely első vevőjéről kapta a Cantino nevet, aki egy Portugáliában tevékenykedő olasz kém volt

Azonban a spanyol korona nem akart szembeszállni a pápai hatalommal, mivel féltette új szerzeményeinek sorsát. Spanyolország akkoriban Amerika felfedezésének lázában égett, és a korona a pápa áldását akarta a spanyol hódításokra, elsősorban azért, mert Portugália is szemet vetett a tengerentúli birtokokra. Ez is mutatja, hogy még a reneszánsz korban is mennyire össze volt fonódva az egyház és az állam. 1493. május 4-én Sándor kiadta az Inter caetera divini kezdetű bulláját, amely a tordesillasi szerződés alapja volt. Sándor ebben úgy döntött, hogy a Zöld-foki-szigetek és Haiti között húzódó délkör mentén ketté osztja a földgömböt, és ettől keletre a portugálok hódíthattak, míg attól nyugatra a spanyolok.
A Virginio Orsini által táplált háború mindenesetre küszöbön állt, ezért Sándornak is cselekednie kellett. Elsősorban Nápoly szövetségeseit próbálta elhódítani, ami kiválóan sikerült. Ekkor tartották meg Lucrezia és Giovanni Sforza házasságát, ami Milánó átpártolását eredményezte, és a pápai követek hamar megállapodásra jutottak Velencével is. Sándor 1493. április 25-én ki is hirdette a három hatalom szövetségét. A magára maradt Ferdinánd ennek ellenére háborút akart, de végül Spanyolország közbenjárására sikerült elkerülni a fegyveres konfliktust. Sándor legkisebb gyermeke, Goffredo feleségül vette I. Ferdinánd unokáját, Doña Sancha hercegnőt, akinek révén Goffredo Squillace hercege is lett. De a béke nagyon ingatag lábakon állt, amelynek legfőbb oka a pápa nyílt birodalomépítő politikája volt. A nagy nemesi családok pedig féltették birtokaikat és vagyonukat.
Sándor a nápolyi konfliktus után a kúriában is meg akarta erősíteni helyzetét, ezért 1493-ban tizenkét bíborost kreált. Köztük szeptember 20-án Cesare is megkapta a bíborkalapot, és ami sokkal érdekesebb, ekkor vált kardinálissá Alessandro Farnese, a későbbi III. Pál, aki Sándor akkori ágyasának, Giulia Farnesenek a testvére volt. A szövetséges francia király képviselője, Jean Bilhères de Lagraulas püspök is ekkor kapta meg a bíborosi kalapot.
Sándor a kollégium átrendezésével már felkészült az elkövetkezendő háborús évekre. Tudta jól, hogy az eszményként maga elé állított Borgia-királyság csak harcokon keresztül és érdekfüggő szövetségeken alapulva jöhet létre. A politikai események mozgatórugói azonban sokkal mélyebben rejlettek, mint Sándor és néhány nemes küzdelme avagy a pápai trón. Akkoriban támadt fel a százéves háborúból győztesen kikerült Franciaország külpolitikai ambíciója, és a Habsburg-ház is kecsegtető jövő elé nézett. Az elmúlt pár évszázadban Itáliában tulajdonképpen hatalmi űr bontakozott ki. A Német-római Birodalomban a császár hatalma meggyengült, Franciaország véres háborúban volt lekötve Anglia ellen, és Spanyolország akkoriban még nem volt egységes állam (ráadásul, egy részét a mórok uralták). De a 16. századra ezek a viszonyok megváltoztak, és a szétdarabolt kisebb uradalmakból álló Itália mindhárom országnak vonzó célpontot jelentett.

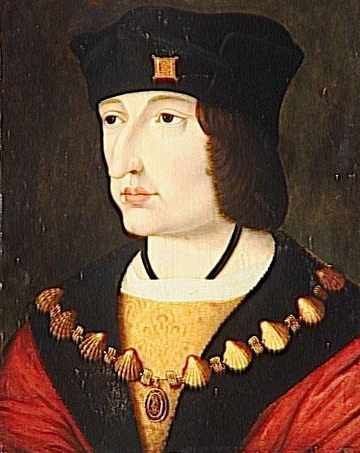
VIII. Károly portréja

Sándor ezeket egy ideig még nem látta át, és úgy vélte, hogy a nápolyi támadásra jobb előre felkészülni, és erős szövetségest keresni maga mellé. VI. Sándor választása a pápák mindenkori erős támaszára, a VIII. Károly francia király által vezetett Franciaországra esett, aki korábban szövetséget kötött Ludovico (il Moro) Sforzával, Milánó törvénytelen hercegével.

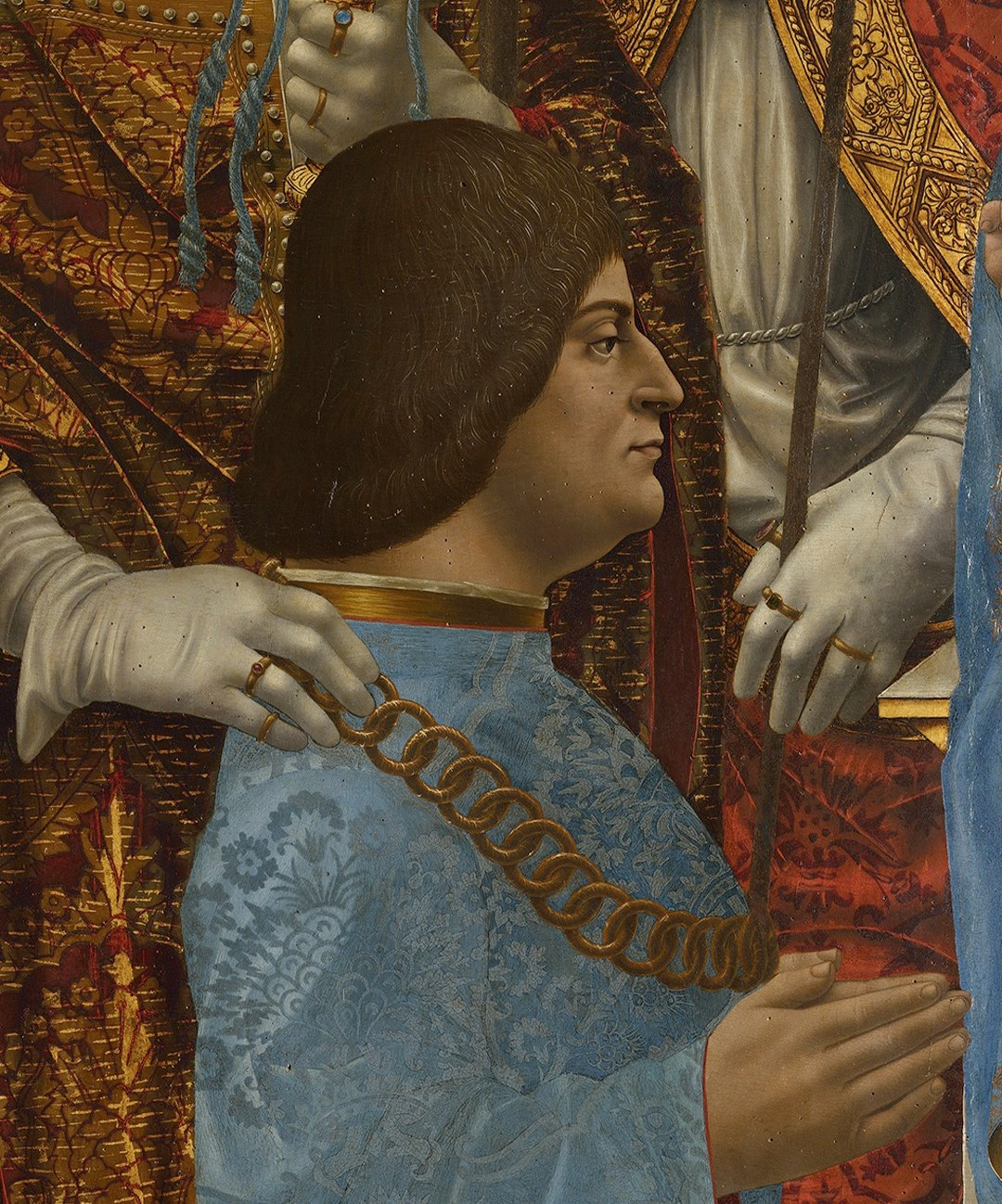
Ludovico il Moro, Milánó törvénytelen hercege

Ludovico a törvényes herceg, Gian Galeazzo Visconti elűzése után léphetett Lombardia trónjára, ami azonban sértette Ferdinánd nápolyi király érdekeit. Az elűzött milánói herceg felesége, Izabella ugyanis a későbbi II. Alfonz nápolyi király lánya és I. Ferdinánd nápolyi király unokája volt. Úgy tűnt, minden feltétel adott a háború megindításához, amikor a nápolyi király 1494-ben meghalt. Sándor ekkor még a nápolyi-francia ellentétet szította, de Ferdinánd halála egészen más politikai helyzetet teremtett. A pápa rádöbbent, hogy Károly túlságosan is magáévá tette az Anjou-ház jogán követelhető nápolyi trón ötletét, és már egy itáliai hadjáratról ábrándozott. A pápa Borgiák vezette fejedelemségének képébe VIII. Károly tervei nem illettek bele, ezért a Kúria lassan, de biztosan elfordult a franciáktól.
Sándor sietve elismerte Ferdinánd gyermekét, II. Alfonzot Nápoly királyának, és a nővérének a fiát, Giovanni Borgia-Llançol bíboros-legátust el is küldte, hogy megkoronázza őt a pápa nevében, és szövetséget kötött vele a franciák ellen. A pápa és Alfonz tervei alapján a nápolyi sereg Milánó felé vonul, és ott veszi elejét Károly terveinek, míg a flotta Genovát támadja meg. De a gyorsan összedobott terv és a felkészületlen sereg kudarcot vallott mindkét területen, így 1494-ben Károly seregével átlépte az Alpokat. Ludovico il Moro seregével kiegészülve Károly gyorsan haladt előre Itáliában. A Colonnák közben megtámadták és elfoglalták Ostiát a franciák nevében. Sándor teljesen kétségbeesett, ugyanis tudta jól, hogy nagy az esélye annak, hogy az ellene ágáló nemesi családok és bíborosok Károllyal érvényteleníttetik pápai méltóságát. A pápa minden követ megmozgatott, hogy szövetségeseket találjon, még II. Bajazid szultánnak is küldött segélykérő levelet, de nem járt eredménnyel. Károly novemberben Firenzébe ért, és rövid pihenő után Róma felé vette az irányt. A Pápai Állam Sándornak felesküdött hercegei és bárói sorra hódoltak meg a francia csapatok előtt. Erről Sándor úgy emlékezik meg leveleiben, hogy a franciáknak nem volt szükségük más fegyverre ahhoz, hogy végigvonuljanak a félszigeten, mint a krétára, amellyel kijelölték a csapatok szálláshelyét. Amikor Károly különösebb akadály nélkül december 31-én Rómába érkezett, Sándor az Angyalvárba zárkózva készült a tárgyalásokra. A király üdvözlésére Della Rovere bíboros és hívei siettek, és igyekeztek meggyőzni az uralkodót egy egyetemes zsinat összehívásáról, amelyen megtámadhatnák Sándor pápaságának legitimitását. De Sándor ekkor sem hagyta el magát és még évszázadokon keresztül hírhedt módszereit, és megkörnyékezte Saint Malo püspökét, aki Károly legbensőségesebb tanácsadója volt. A pápa bíborosi kalapot ajánlott neki, és mesés vagyont. Így hamarosan tárgyalóasztalhoz ült Károly és Sándor. 1495. január 16-án francia irányítással megszületett a megállapodás. Eszerint, Sándor túszként Cesarét Károly kíséretéhez adta amíg a franciák Nápolyba érnek, ezen felül kiadta Károlynak Dzsem herceget, a szultán testvérét, és francia birtokba adta Civitavecchia területeit.

### Sándor a franciák ellen fordul
Károly január 28-án hagyta el az örök várost Della Rovere bíboros legnagyobb csalódására és Sándor megkönnyebbülésére. Amint a franciák kitették a lábukat a városból a pápa azonnal ellentámadásba lendült. Mindenekelőtt Cesarét akarta kiszabadítani Károly „kíséretéből”, hiszen addig nem mert a francia uralkodó ellen lépéseket tenni. Amikor végül Spoletónál Cesarénak sikerült kiszabadulnia, Sándor újragondolta politikáját és az Egyházi Állam felépítését is. Eközben Károly február 22-én bevonult Nápolyba. A rémült II. Alfonz lemondott a trónról gyermeke, II. Ferdinánd javára, majd elmenekült. Ferdinánd sem tudott megfelelő támogatást maga mögé állítani, ezért ő is Spanyolországba menekült. Károly elfoglalta a nápolyi trónt, és felvette a kapcsolatokat Sándor kúriájával, hogy a pápa ismerje el Károlyt nápolyi királynak.
Sándor igyekezett húzni az időt, és közben erős szövetségeseket találni. A törökök elleni keresztes háború megindításának álcája alatt 1495. március 31-én Sándor létrehozta a vezető észak-itáliai államok (Velence, a pápaság és Milánó) francia ellenes szövetségét a Szent Ligát. Ezen ürüggyel még az általa befogadott zsidóságra is kivetett külön adót. A ligához csatlakozott Velence, Milánó (Ludovico il Moro), Spanyolország, és a Német-római Birodalom (I. Miksa császár). A szövetség kimondott célja az volt, hogy kiűzzék a pogányokat Európából, de valójában Károly ellen ígértek egymásnak támogatást. A francia király megunta a várakozást Nápolyban, és május 12-én királlyá koronázta magát. A nápolyi királyság francia vezetése azonban nem állt szilárd alapokon. A szövetség egyre nagyobb nyomást gyakorolt Károlyra, így az lassan elindult észak felé. A francia seregek Fornovo mellett ütköztek meg a Liga csapataival, és a nagyrészt döntetlen csata után Károly hazatért Franciaországba.
Mindezek után spanyol segítséggel II. Ferdinándot visszahelyezték a nápolyi trónra. A firenzei Lorenzo Medici equilibrium-elmélete a francia betörés után dőlt meg. Ennek az volt az alapja, hogy Itália egyensúlyát Velence, Milánó, Firenze, Róma és Nápoly politikai kiegyenlítettsége adja meg. De ez az egyensúly az európai hegemóniára törekvő nagyhatalmak fellépése miatt megbomlott. Sándor pedig fontos következtetéseket tudott levonni Károly hadjáratából. Ezek közül a legfontosabb az volt, hogy a Pápai Állam kulcspozícióiba saját rokonait, vagy mindenképpen megbízható embereket kell ültetni. Ez indította meg a Borgia pápa kíméletlen harcát a családja által birtokolt Itáliáért.

### A Borgiák Itáliája

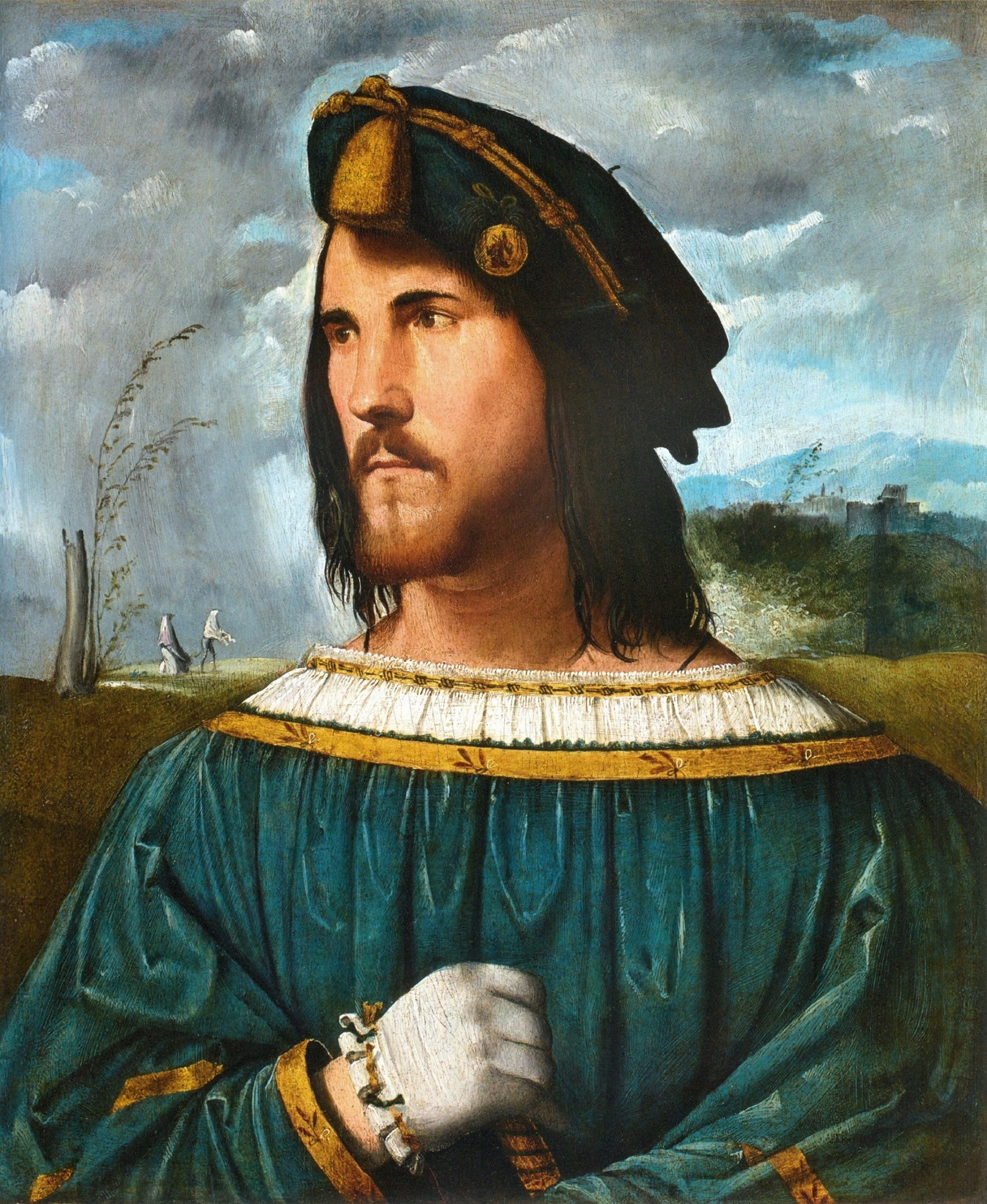
Cesare Borgia képmása

Sándor politikája VIII. Károly fenyegetésének elülte után vált igazán kiforrottá. Ez a korszak volt az itáliai kiskirályok és városállamok, valamint a pápa küzdelmének leggátlástalanabb időszaka. Egyik fél sem válogatott az eszközökben: méregkeverők, bérgyilkosok, zsaroló levelek, fenyegetések és lefizetések jutottak főszerephez ekkoriban. A későbbi korok protestáns történészei aztán igyekeztek minél sötétebb képet festeni Sándor uralkodásáról. Például, a lutheránus Leopold von Ranke (1795-1886) német történész szerint ekkor vált Sándor és fia, Cesare a bűn virtuózává.
Sándor elsődleges feladatának tartotta, hogy az eddig sem szerény nepotizmusát még hangsúlyosabbá tegye. Ennek legfőbb áldozatai az Orsini-család birtokai voltak. A befolyásos római család feje, Virginio Orsini korábban a pápai seregek vezére volt, de Károly megjelenésére elárulta a pápát, ezért amikor a Szent Liga létrejött, a Nápolyba vezényelt spanyol katonák elfogták, és bebörtönözték, és ő hamarosan meg is halt. Sándor tehát elérkezettnek látta az időt a visszavágásra. Elsőként elkobozta Virginio minden vagyonát, és sereget toborzott a család többi tagja ellen. A sereg élére fia, Giovanni állt, illetve Urbino hercege, Guidobaldo. A harcok hónapokon keresztül folytak, és az Orsinik várai egymás után estek el a pápai sereg előtt. Egyedül Bracciano vára bizonyult kemény diónak, amely az Orsinik központi erődítménye volt. Végül 1497. január 25-én Sorianónál döntő ütközetre került sor, amelyben a pápa hadai maradtak alul. A békét velencei közvetítéssel kötötték meg, és ebben igazán sokat nem veszített Sándor. Az Orsinik visszakaphatták váraikat, kivéve Cervetrit és Anguillarát, ami miatt az egész háborúskodás kezdődött. Ezekért az Orsini-család ötvenezer dukátot fizetett a pápának. A történelem lapjain csak mellékesen szerepel ennek a békének egy kisebb fejezete. Urbino hercege ugyanis az Orsinik fogságába esett, és Sándor a szövetségeséről úgy nyilatkozott, hogy amennyiben van pénze, váltsa meg saját magát az Orsiniktől.
A pápa ezek után a franciák által ellenőrzött Ostia felé fordult. A Colonnák és Della Rovere kardinális segítségével elfoglalt várost a pápa De Córdoba spanyol kapitány seregére bízta. A tapasztalt hadvezér két hét alatt visszafoglalta a fontos kikötővárost.
Sándor tervei tehát még nem teljesen váltak valóra. Az Orsiniak befolyása alig csökkent, és csak kis területeket sikerült meghódítania. Ekkor úgy döntött, hogy az egyház közvetlen birtokában lévő területek közül ad Giovanni fiának birtokot. Benevento, Terracina és Pontecorvo területeit egybeolvasztotta, és azt legidősebb fiára akarta hagyni, mint beneventói hercegre. A bíborosi testületben mindössze két kardinális ellenezte ezt, de a vita hamarosan tárgytalanná vált, ugyanis június 14-én Giovanni Borgia eltűnt, majd másnap a Tiberisből halászták ki holttestét, amely több sebből is vérzett, és át volt vágva a torka. A történészek előtt mind a mai napig nem tisztázott, hogy ki állhatott a gyilkosság mögött. Az egyik feltételezés szerint a gyilkos Cesare Borgia, a másodszülött fiú volt, aki egészen bátyja haláláig nem kerülhetett előtérbe. Cesaret kegyetlen, bosszúálló és véres uralkodónak tartották, és ez főleg Giovanni halála után nyilvánult meg.

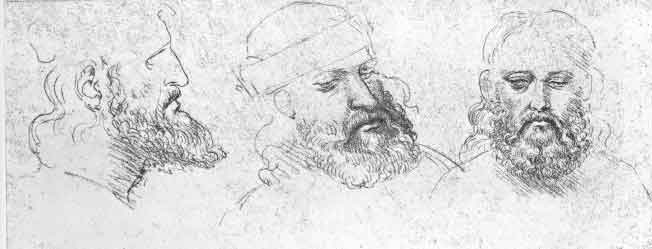
Leonardo da Vinci vázlata Cesare Borgiáról 1503 körül

Gyermeke halála vitathatatlanul megviselte Sándort. Hetekre az Angyalvárba zárkózott, és első kirohanásában kijelentette, hogy lemond a pápai tiaráról. Ezután három nap és három éjjel alvás és étel nélkül meditált, majd bíborosai elé állt, és kijelentette, hogy eddigi politikája aláássa a pápaság tekintélyét. Reformokat hirdetett meg, és klerikusok és kánonjogászok kezdték el kidolgozni az egyházi reform alapjait. De a hihetetlen változás hamar elmúlt, amelyben Cesarénak nagy szerepe lehetett. Sándor lelki összeomlása után a család ügyeiről Cesare Borgia gondoskodott.
Cesare szervezte meg az első reguláris pápai hadsereget, amelynek élére ő maga állt. A zsoldos sereg nagy részét Svájcból toborozta, ami a későbbi Svájci Gárda alapjait vetette meg. Cesare le akart mondani bíborosi címéről és minden egyházi rangjáról, hogy világi herceg válhasson belőle. Ekkor történt, hogy Nápoly uralkodója, II. Ferdinánd váratlanul meghalt, és örökébe nagybátyja, IV. Frigyes léphetett. Cesare egyházi pályafutásának utolsó mozzanataként királlyá koronázta Frigyest, majd feleségül kérte az új király lányát, Saroltát, Taranto hercegnőjét. Ezzel nemcsak hercegi rangot, hanem a nápolyi trón megszerzésére is esélyt kaphatott volna. De Sarolta kikosarazta őt.
Cesare tevékenysége egyébként Itália más tájain is fokozódott. Imola városát megszerezte magának, miután elűzte onnan a Della Roveréket. Cesare ezek után testvérére összpontosított. 1497-ben kijelentette, hogy Lucrezia és Giovanni Sforza házassága érvénytelen, mivel a pesaroi úr nemzésképtelen. Ez nem volt igaz, mint ahogy az a pletyka sem, amelyet Giovanni Sforza terjesztett, hogy ti. Sándor pápa és Cesare fia vérfertőző viszonyt folytat Lucreziával. A Borgia gépezet hamar elcsendesítette Lucrezia exférjét, és így a Borgia lány újra házasságot kötött, ezúttal Bisceglie hercegével, aki II. Alfonz gyermeke volt és ezáltal a nápolyi trón követelője is lehetett. Nem nehéz kitalálni, hogy Cesare ebben saját nápolyi kudarcát próbálta kiküszöbölni.
Cesare működésének előtérbe kerülése hozta divatba az úgynevezett Borgia-módszert. Ez azon alapult, hogy Cesarénak terveihez, és hadjáratainak finanszírozásához pénzre volt szüksége. Éppen ezért rövid úton kobozta el a Borgiák ellenségeinek a tulajdonát. A vádaknak legtöbbször volt alapjuk, de az is előfordulhatott, hogy koholt vád alá helyezték ellenségüket, majd bebörtönözték, és a jogra hivatkozva elkobozták minden birtokát és tulajdonát. A börtönökben néhány vádlott meg is halt.

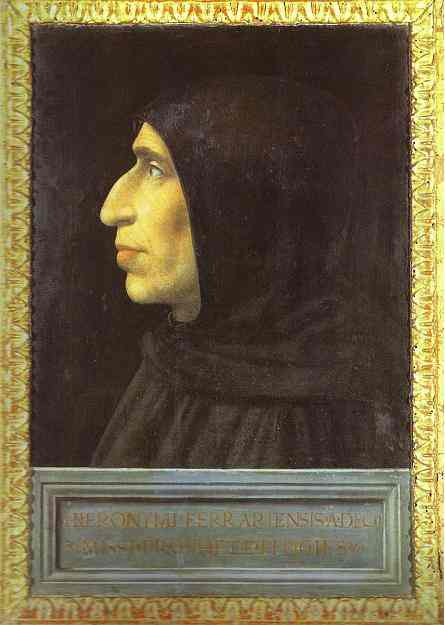
Girolamo Savonarola portréja

A pápával csak Toszkána és Firenze szállt szembe. Nem is csoda, hogy Sándor mindent elkövetett, hogy a Medicieket elűzze a város éléről. A firenzei ellenzékkel és francia támogatással végül sikerült megdönteni a Medici család uralmát, azonban az ellenőrzés kisiklott a pápa kezéből, és nemsokára a köztársaság egy radikális népmozgalom bűvkörébe került. Ennek vezetője egy dominikánus szerzetes, Girolamo Savonarola volt. Ő az egyházi reformot és az erkölcsös egyház visszaállítását tűzte lobogójára. A szegények között hódító eszmék azonban nemcsak az egyházat ostorozták, hanem a polgárságot is. Ez pedig alapvető hiba volt, noha Savonarola 1494 és 1498 között így is Firenze korlátlan ura lehetett. Amikor a firenzei szerzetes a pápa ellen fordult, Sándor először csak figyelmeztette, majd 1497-ben kiközösítette. Ez pedig Savonarola végét jelentette. Az inkvizíció azonnal lépett, és a tüzesvas-próba pozitív eredménye után, 1498. május 23-án eretnekként Savonarola máglyahalált halt Firenze főterén.

### XII. Lajos és a Borgiák romagnai tervei

Desiderando nui, 1499

Sándor, és egyre inkább Cesare tervei nem értek el átütő sikert Itáliában. A pápa mindenekelőtt egy erős szövetségesre vágyott, aki támogatni tudja ügyét az Orsinik ellen. A megoldás 1498 áprilisában pottyant Sándor ölébe. Ekkor halt meg VIII. Károly, Franciaország királya és ráadásul az ő politikáját követő egyetlen trónörökös is szinte azonnal követte a sírba. A francia trónra tehát a néhai Károly unokatestvére, Orléans hercege, XII. Lajos ülhetett. A mellékági rokon trónra jutása több szálon futó eseménysorozatot indított el az európai politikai életben. Egyrészt Lajost Orléans hercegének nevelték és nem igazán számítottak arra, hogy király lehet. Ezért még gyermekkorában kiházasították Jeanne Valois-val. De a királyi trónra kerülve egyértelműnek tűnt, hogy amennyiben Lajos nem veszi feleségül az elhunyt király özvegyét, Anna királynét, akkor a francia korona elveszíti Bretagne-t.

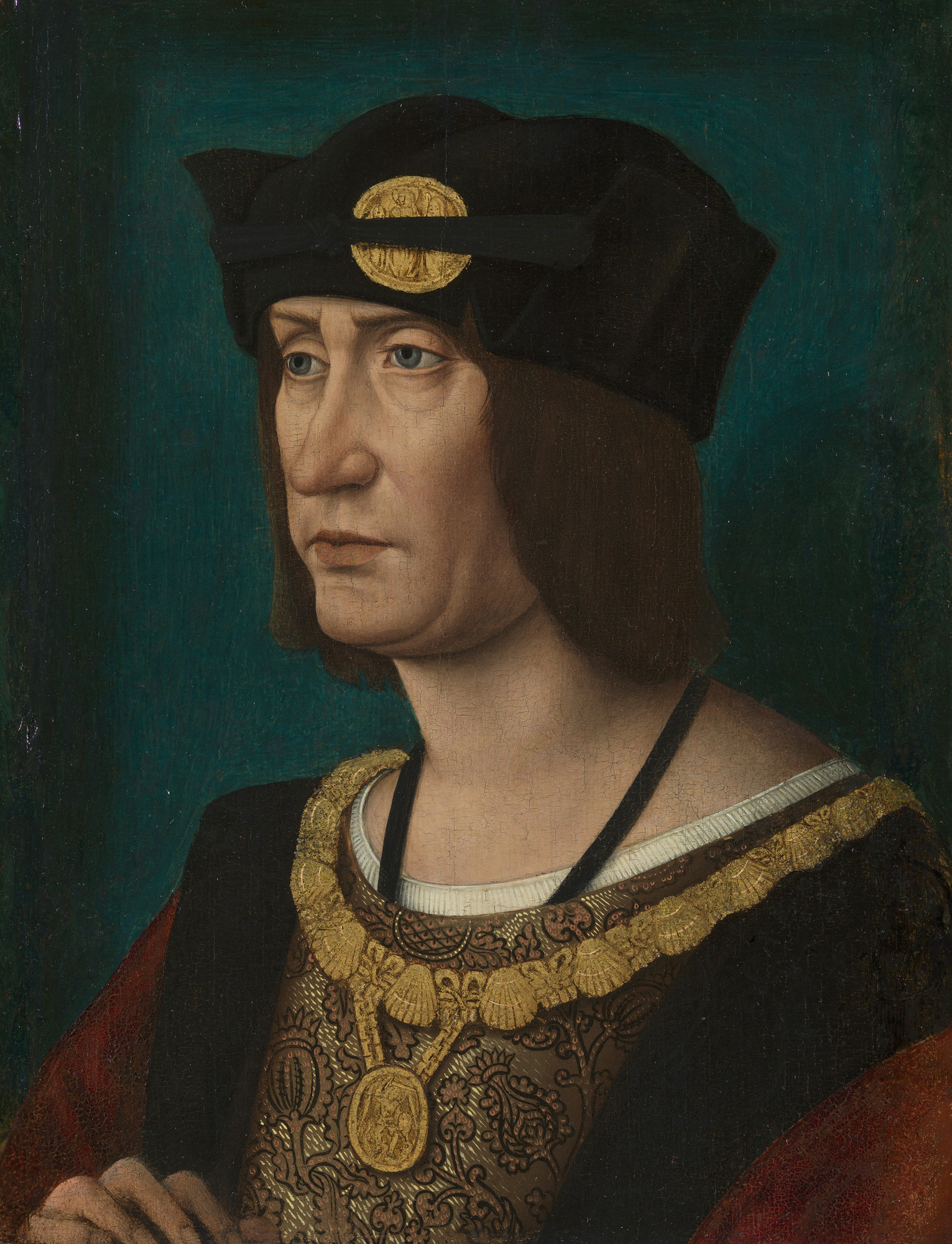
XII. Lajos francia király portréja

Másrészt az új francia uralkodó nagyanyja, Valentina Visconti miatt törvényesen jogot formálhatott Milánó trónjára, amelyről a Sforza család űzte el a Viscontiakat. Mindezek tudatában Sándor terve már készen is állt. A pápai udvar újra lepaktálhatott a francia udvarral, amely seregével éppen Itáliába készülődött, és a pápa kezében Lajos első házasságának felbontása volt az ütőkártya. Eközben a francia uralkodónak sikerült megtörnie a Szent Liga kötelékeit, és Velencét maga mellé állította. Rómában Cesare lemondott bíborosi címéről, és ezek után Lajoshoz indult, kezében egy pápai engedéllyel, amely az uralkodó első házasságát érvénytelenítette. Sándor két ok miatt vélte semmisnek a frigyet: egyrészt azért, mert Lajost akarata ellenére kényszerítették rá, másrészt mert a házasság gyermek nélkül maradt. Cesare 1498. október 1-jén indult el Rómából. A pápai levél mellett bíborosi kalapot is vitt magával Lajos államminiszterének, d’Amboise grófnak. A király elfogadta Cesare és rejtve Sándor szövetségét, és az ifjú Borgiát Valentinois hercegének és francia főnemesnek nevezte ki. Ezek után Cesare menyasszony után nézett, és a nápolyi hercegnő kosara után Lajos egyik unokahúgát és III. János navarrai király testvérét, Charlotte d’Albret hercegnőt vette feleségül.

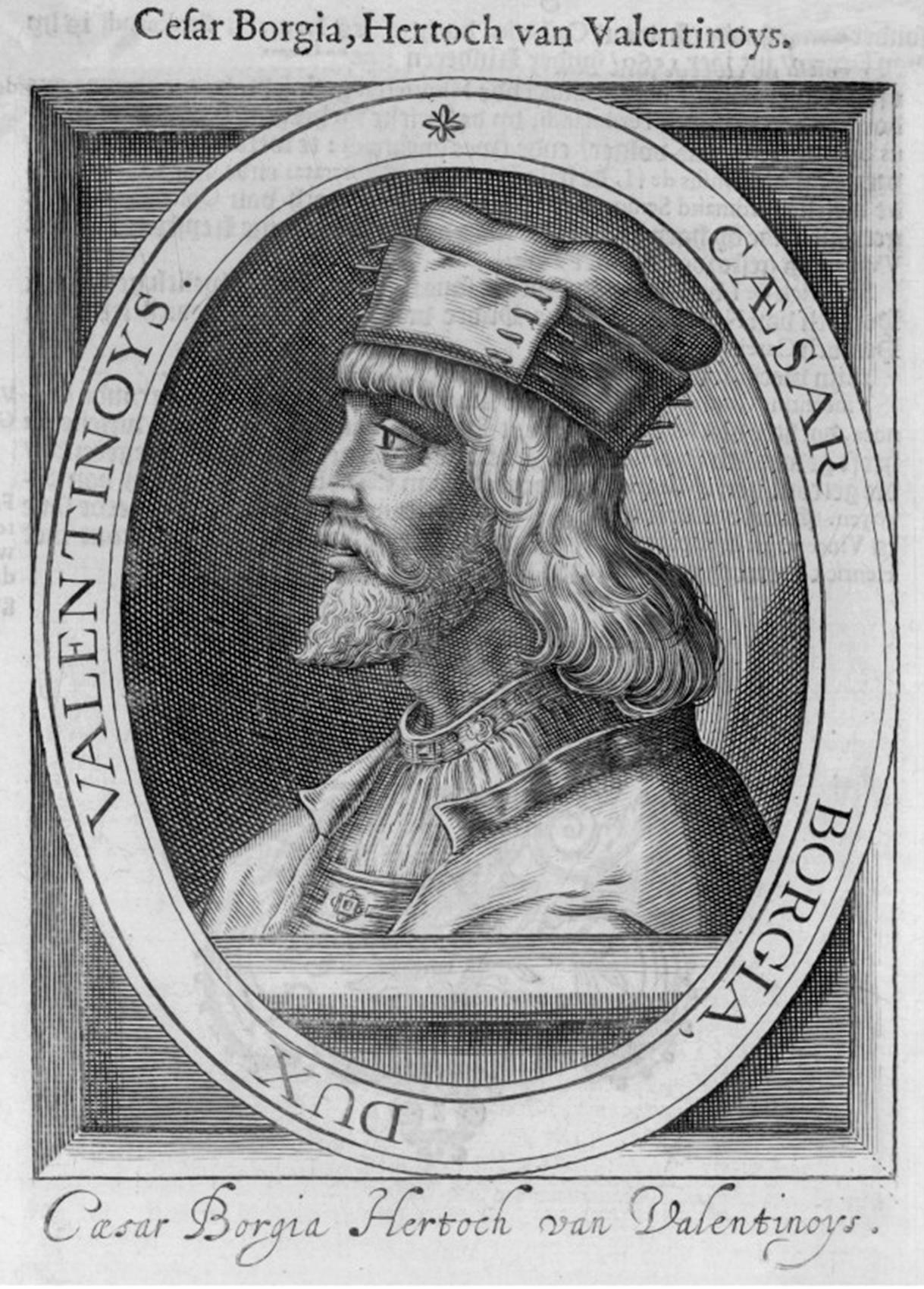
Cesare Borgia, Valentinois hercege

A szövetség 1499. október 8-án diadalmasan bevonult Milánóba, amelynek sikereit Cesare továbbfűzte. A Borgia-család a francia betörés után érte el legnagyobb hatalmát. Közép-Itália legtöbb kis fejedelmét Cesare elűzte trónjáról, és élükre a Borgiákhoz hű embereket állították. Összesen nyolcvan sikeres hadjáratot vezetett az ifjú Borgia, amelynek finanszírozásában nagy szerepe volt Sándornak. 1500-ban a korábbi egyházi rendeletek alapján Szentévet hirdetettek, amely újra megtömte a pápai kincstárat. Túlvilági bűnbocsátást és minden lelki üdvösségfajtát árultak az egy éven át tartó eseményen. Emellett Sándor újabb tizenkét bíborost kreált, akik így összesen 120 ezer dukátot róttak le „hálájuk jeléül” a pápai kincstárnak. Ezek után Sándor még keresztes hadjáratot hirdetett a törökök ellen, amely igazából Cesare északi hódításit próbálta takargatni, és ezzel minden pénzt fiának adott. A háborúban Cesare mögé állt Franciaország és Velence is. Így 1501-re egész Romagna a Borgiák kezébe került. Cesare a korábban széttagolt, apró fejedelemségek és zsarnokok uralma alatt álló Romagnát vasmarokkal fegyelmezte meg. A legtöbb korábbi fejedelmet rejtélyes halálesetek érték. Ez az uralkodási mód valósággal elkápráztatta Machiavellit, aki Cesaréról mintázta meg A fejedelem című alkotását.
A Borgia-család érdekei tehát a korábbi spanyol-nápolyi irányvonaltól eltértek, ezért aztán többé már nem illett a családi képbe Lucrezia férje, Bisceglia hercege. Július 15-én Cesare jóvoltából Lucrezia ismét özvegy lett. De Sándor politikai nézeteinek változása nemcsak lánya házasságát érintette. A pápa és Cesare örömmel fordult Frigyes, nápolyi király ellen. Ennek az volt a legfőbb oka, hogy a Colonnák, a Savellik, a Gaetanik és több nagy nemesi család is a nápolyi területek támogatásával tudta aláásni a pápai hatalmat. Éppen ezért Sándor elfogadta a granadai titkos szerződést, amelyben Franciaország és Spanyolország végül megegyezett a Nápolyi Királyság felosztásában.
Eközben Cesare a romagnai sikereken felbuzdulva újabb hódításokba kezdett. Amíg a franciák és a spanyolok tárgyaltak, az ifjú Borgia a Pápai Államhoz csatolta 1502-ben Camerino és Urbino városát. Azonban Toszkánával kapcsolatos tervei már nem valósulhattak meg, mivel Sándor délen újabb frontot nyitott. A francia csapatok lerohanták Nápolyt, és ezzel párhuzamosan Sándor egyházi átokkal sújtotta a Patrimonium Petri ellenséges báróit. Ez egyúttal azt is jelentette, hogy a nemesi birtokok és várak is az egyházat illették meg. A pápa személyesen állt a sereg élére, amely a Patrimonium nagyobb nemesi családjai ellen indult meg. Amíg Sándor délen háborúzott, a kúria ügyeit a megözvegyült Lucrezia vette át. A pápa lánya több hónapon keresztül irányította az egyház mindennapos dolgait, felbonthatta a pápának érkező bizalmas leveleket is. Ez példa nélküli az egyház történetében. A patrimónium nemessége sorra adta fel a várakat, amelyek Sándor magánvagyonához kerültek. Az Orsini-család végtelen rövidlátására utal, hogy a legerősebb pápaellenes família Sándor mellé állt, ugyanis elhitték, hogy a pápa békét akar velük. A meghódított területeket végül két hercegségre bontotta fel, amelyek egyikét unokája, Rodrigo örökölte, míg a másikat Giovanni gyermeke.

### Sándor utolsó évei

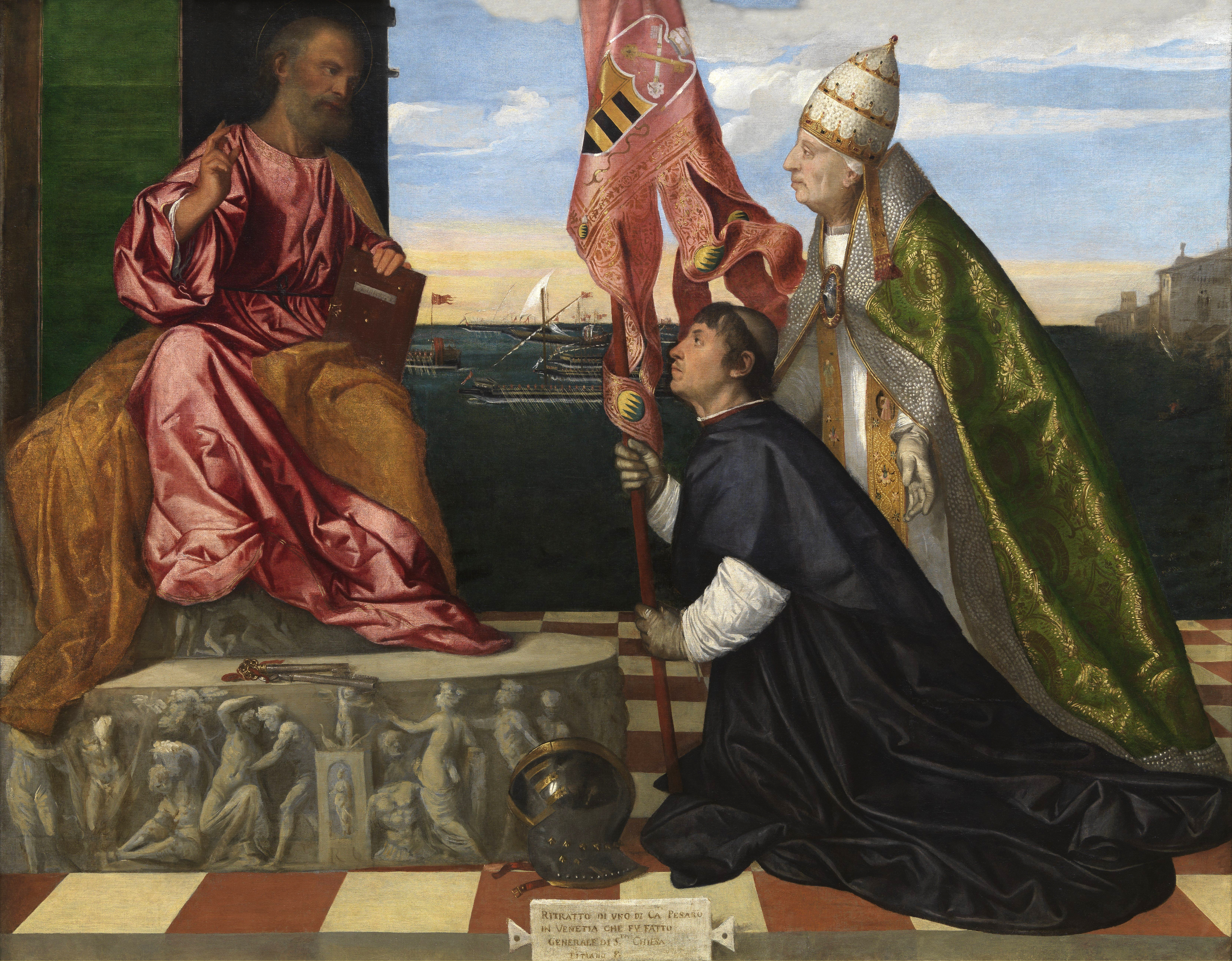
Tiziano: VI. Sándor pápa Szent Péter oltalmába ajánlja Jacopo Pesarót

A Borgia-pápa pontifikátusának utolsó szakasza mérhetetlen sikereket hozott neki és családjának. Ekkor Cesare már egyértelműen uralta a családot, és ez megmutatkozott Lucrezia újabb házasságánál is. A pápa törvénytelen leánya 1501. december 30-án ülte harmadik menyegzőjét Alfonzzal, a ferrarai hercegi trón várományosával. Alfonz apja, Ercole d’Este eleinte ellenezte a házasságot, mondván, az ő becsületes családi nevét nem akarja bemocskolni egy pápa törvénytelen leányával. XII. Lajos közbenjárására ez mégis megtörtént. A krónikák ettől kezdve Lucreziát mintafeleségként emlegetik, aki hűséges férjéhez, adakozó és erkölcsös.
Az egyre nyomasztóbb Borgia uralom egyedül az Orsiniakat kímélte meg, és ez a nemesi família is érezte végzetét. Ezért úgy döntöttek, hogy nem várják ölbe tett kézzel a pápa és Cesare fondorlatait, és ők teszik meg az első lépést. Összeesküvést szerveztek Cesare meggyilkolására. A pápai seregeket először sikerült tőrbe csalni, és a vesztett csata után úgy tűnt, Cesare valóban szorult helyzetbe kerül. De a franciák kisegítették a pápát és gyermekét ebből a helyzetből, és az októberben kitört háború menete megfordult. December 31-ére Cesare Senigallia mellett lemészárolta az Orsinik seregét, és megölte Oliverotto da Fermót és Vitellozzo Vitellit, a családot támogató két legfontosabb nemest.

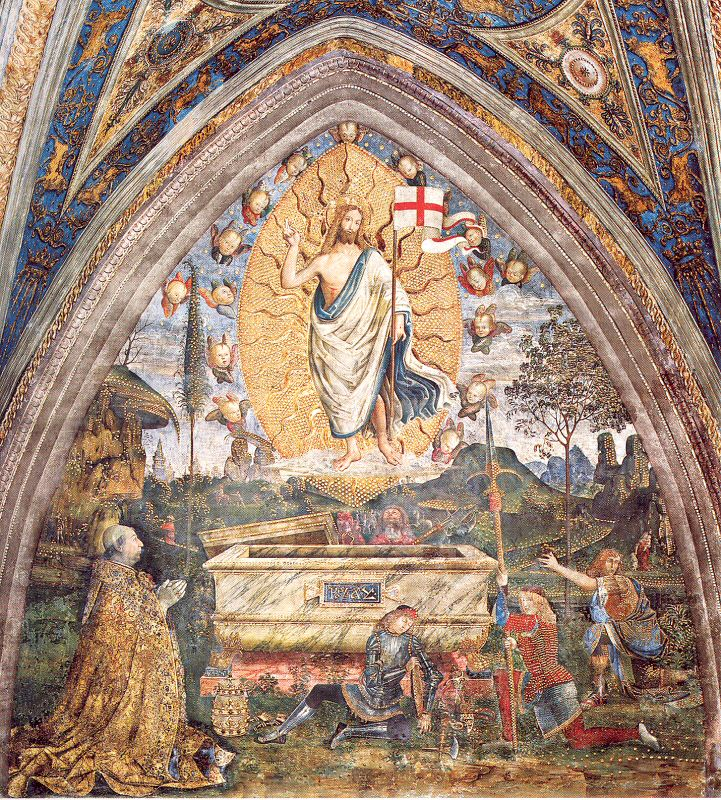
Pinturicchio: Feltámadás. Az imádkozó Sándor alakja az öt vatikáni teremre kiterjedő Borgia-lakosztály freskóján

Ennek hallatára Sándor is gyorsan cselekedett, és az Angyalvárba záratta az összeesküvés szellemi atyját, Orsini bíborost, aki tizenkét nap múlva rejtélyes körülmények között meghalt. A pápa elkobozta a kardinális minden vagyonát, és letartóztatta a Rómában élő Orsiniket. Legkisebb fia, Goffredo pedig délre vonult seregével, hogy a nemesi család utolsó birtokait is elfoglalja. Később Cesare is csatlakozott hozzá, és a Giuliano Orsinivel megkötött béke alapján a megtépázott nemesi család egyedül Bracciano várát tarthatta meg.
Ezzel Róma és a Pápai Állam szilárdan az egyházfő hatalma alá került. Míg egy évszázaddal ezelőtt a pápa római székhelye sem volt mindig biztos, most kérdés sem férhetett hozzá, hogy Sándornak volt a legnagyobb hatalma az örök városban. Az Orsinik ellen megindult nagy leszámolás több magas rangú egyházi méltóságot is magával rántott. A bíborosi kollégiumból Orsini kardinálison kívül még négy bíboros halt meg ekkor. Michiel bíboros 1503-ban mérgezés áldozata lett, Juan de Santa Croce bíboros, aki segített Orsini bíborosnak szökni, szintén brutális gyilkosság áldozata lett. A Borgiák kardját nem kerülhette el senki, ugyanis Troccio bíboros, a pápa személyes titkára és gyóntatója is gyorsan a sírba került. Egyedül Ferrari bíboros esetében merülhet fel, hogy talán természetes halállal vált meg életétől.
Eközben Franciaország és Spanyolország között háború robbant ki Nápolyért, ugyanis a két állam uralkodója nem tudott megegyezni a királyság felosztásában. Sándor, jó diplomáciai érzékkel, igyekezett kipuhatolni, hogy melyik féltől mit nyerhet. Lajossal úgy állapodtak meg a pápa követei, hogy amennyiben a francia korona nyerne Dél-Itáliában, Szicília Cesare birtokába szállna. Ugyanígy a spanyol király Siena, Pisa és Bologna birtoklásáért cserébe várta a Borgiák segítségét. A háború előtti egyezkedést azonban félbe szakította a hetvenhárom éves egyházfő rosszulléte, majd halála.

### Halál és utóélet
1503. augusztus 6-án Sándor és Cesare is hivatalos volt Adriano da Corneto bíboros villájába egy egyszerű estélyre. Ezen az estén érte el a pápát és gyermekét a végzetes kór. A krónikák sokféleképpen írják le Sándor utolsó napjait, és a rómaiak pletykáira is meglehetősen sokat alapoznak ezek a leírások. Az egyik ilyen legenda szerint Sándor és Cesare az általuk oly gyakran használt méreg, a la cantarella nevű, cukorszerű, csaknem íztelen fehér por, az arzén egyik fajtája, áldozatai lettek. Sokan úgy vélték, hogy éppen házigazdájukat akarták eltenni láb alól, de a koccintás előtt összekeveredtek a poharak, így saját mérgüket itták ki. A kalandos leírások ellenére sokkal valószínűbb, hogy a pápa és Cesare rosszullétét malária vagy az úgynevezett római láz okozta. Mindezt alátámasztja a jelen lévő ferrarai nagykövet levele is: „Nem is csoda, hogy a pápa és a herceg megbetegedett, hiszen majdnem mindenki beteg volt Rómában a rossz levegő miatt.”
A Sándort megválasztó konklávé ceremóniamestere, Jean Burchard írt a pápa betegségéről. Tőle tudjuk, hogy Sándor hasa felpuffadt, az arca vörössé vált, és erős hámlásba kezdett. A pápának belső vérzése volt, és gyakran rázkódott a láztól. Két hétig tartó kínszenvedés után végül augusztus 18-án halt meg, miután felvette az utolsó kenetet.

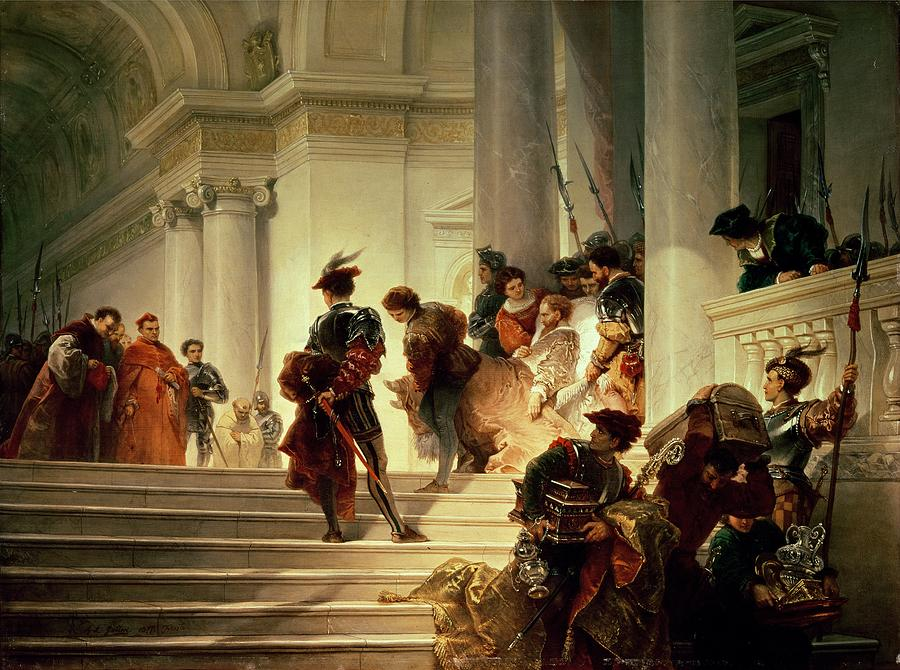
Giuseppe Lorenzo Gatteri: Cesare Borgia elhagyja a Vatikánt

Cesare viszont túlélte a betegséget, noha több hétig nyomta betegágyát. Amikor apja haláláról hallott, megtiltotta, hogy azt nyilvánosságra hozzák, amíg biztonságba nem helyezték a néhai Sándor magánvagyonát. Amikor felravatalozták a pápa holttestét, a legtöbb krónika egybehangzóan úgy ír róla, mint a legvisszataszítóbb testről, amit valaha láttak. A megduzzadt orr és ajkak, a szétnyílt állkapocs és benne a visszakunkorodó nyelv és a görcsbehúzódva megdermedt test csak erősítette a köznép azon véleményét, hogy Sándor pápa Isten akaratából szenvedett ilyen szörnyű halált.
A pápa teteme azonban prózaibb okok miatt fúvódott fel és deformálódott. A kánonjog szerint az új pápát az előző pápa halála után 10 napon belül kellett megválasztani. Azonban, mivel VI. Sándor uralkodása alatt több új, főleg francia és spanyol bíborost kreált, ráadásul az itáliai félszigeten épp háború zajlott, a konklávé nem tudott összeülni az előírt határidőn belül. Az időszűkén úgy próbáltak úrrá lenni, hogy az augusztusi kánikula dacára a pápa temetését hetekkel elhalasztották.
A kezdetben Itália-szerte ünnepelt egyházfő népszerűsége annyira lehanyatlott, hogy a Szent Péter-bazilika papjai megtagadták, hogy a templomba temessék el a pápát.
A hitnek és a becsületességnek még csak a szikrája sem volt benne. Könnyedén megígért bármit, de semmihez nem tartotta magát, amit nem talált hasznosnak a maga számára. Nem törődött az igazsággal, így az ő idejében Róma a tolvajok és gyilkosok fészkévé vált.
Végül a Borgiák nyomására négy pap elvállalta a temetést. Sándort a pápai trónon III. Piusz pápa követte, aki megtiltotta ugyan, hogy imádkozzanak elődje lelki üdvéért (mondván: Istenkáromlás olyanért imádkozni, aki el van átkozva), de Cesarét minden tisztségében megerősítette. (Valószínűleg emiatt tartott pápasága csak 26 napot, mert megmérgezhették). A bazilika altemplomából rövid idő múlva átszállították Sándor földi maradványait a spanyolok által Rómában emelt nemzeti kegyhelyre, a Santa Maria di Monserrato-templomba.

## Művei
- Documenta Catholica Omnia (latin nyelven). Cooperatorum Veritatis Societas. (Hozzáférés: 2011. december 6.)